# Hoch- und Übergangsmoore von nationaler Bedeutung im Kanton Aargau
Hier sind die Hoch- und Übergangsmoore von nationaler Bedeutung im Kanton Aargau aufgelistet. Diese Hoch- und Übergangsmoore im Kanton Aargau sind in der Schweiz durch Bundesverordnung geschützt und Teil des Bundesinventars der Hoch- und Übergangsmoore von nationaler Bedeutung (französisch Ordonnance sur la protection des hauts-marais et des marais de transition d’importance nationale, italienisch Ordinanza concernente la protezione delle torbiere alte e delle torbiere di transizione di importanza nazionale).

## Definition
Allgemein sind Moore von Wasser geprägte Lebensräume auf dem Festland. Unter diesen Ökosystemen gibt es auch solche, die zwar keine Moore darstellen, aber auch feuchtigkeitsgebundene Pflanzengesellschaften beherbergen wie etwa Auenwälder, Schwimmblattgesellschaften, Unterwasser- und Quellfluren. In den Mooren herrscht infolge eines erschwerten Wasserabflusses ständig oder während der meisten Zeit des Jahres ein Wasserüberschuss und Sauerstoffmangel. Letzterer führt zur Torfbildung. Charakteristisch für Hochmoore ist es, dass ihre Oberfläche infolge des Torfwachstums über den Grundwasserspiegel hinaus gestiegen ist. Hier werden die Pflanzen, die in den obersten Torfschichten wurzeln, nur durch nährstoffarmes Regenwasser gespiesen.
Für die Aufnahme ins Bundesinventar der Hoch- und Übergangsmoore waren drei Kriterien entscheidend: Erstens müssen Torfmoose vorhanden sein. Zweitens müssen zudem mindestens eine klassische hochmooranzeigende Gefässpflanze oder drei weitere hochmoorbewohnende Arten beobachtbar sein. Und drittens muss die zusammenhängende Hochmoorfläche mindestens 625 m² umfassen.
Im Kanton Aargau sind zwei Hoch- und Übergangsmoore von nationaler Bedeutung verzeichnet, die diese Bedingungen erfüllen: das Taumoos in Niederrohrdorf und das Fischbacher Moos im Reusstal. Ein grosses Torfvorkommen nahe beim Taumoos wurde praktisch vollständig abgebaut und ist heute als Schutzgebiet Torfmoos und als Amphibienlaichgebiet von nationaler Bedeutung registriert. Ein weiterer, nicht in das Bundesinventar aufgenommener Standort eines Hochmoors, wo in einem Wald noch eine grossflächige, nicht ausgebeutete Torfschicht erhalten geblieben ist, befindet sich im Feldenmoos in Boswil, das ebenfalls ein Amphibienlaichgebiet von nationaler Bedeutung ist.

## Schutzziele
Ziel der Hochmoorverordnung sind der Schutz der Hoch- und Übergangsmoore, die Erhaltung und Förderung der standortheimischen Pflanzen- und Tierwelt und ihrer ökologischen Grundlagen sowie die Erhaltung der geomorphologischen Eigenart. Die bezeichneten Flächen sind offiziell ausgewiesene Naturschutzgebiete, in denen grundsätzlich keine Bauten erstellt und keine Biozide eingesetzt werden dürfen.

## Internationale Koordination

### Internationales Präfix
Die Europäische Umweltagentur (European Environment Agency) koordiniert die Daten der europäischen Mitglieder. Die inventarisierten Hoch- und Übergangsmoore von nationaler Bedeutung der Schweiz führen in der internationalen Datenbank den Code «CH02».

### IUCN-Kategorie
Die Hoch- und Übergangsmoore von nationaler Bedeutung in der Schweiz sind in der IUCN-Kategorie Ia registriert. Diese umfasst Reservate, die hauptsächlich zu Forschungszwecken und zum Schutz von Wildnisarealen geschützt sind. Primär dienen sie der Erhaltung der Biodiversität und als notwendige Referenzareale für die wissenschaftliche Arbeit und das Umweltmonitoring.

## Herkunft der Daten
Die Aufstellung entspricht der Liste im Anhang 1 zur Hochmoorverordnung des Bundes, die am 1. Februar 1991 in Kraft trat und zuletzt 2017 aktualisiert wurde. Von dort stammen die Nummer des Objekts, seine Bezeichnung, die Angabe zur Standortgemeinde und zum Jahr der Ausweisung als Objekt von nationaler Bedeutung. Die Karte von Swisstopo (Bundesamt für Landestopografie) mit eingeblendeter Karte Hochmoore liefert, nach Eingabe des Objektnamens ins Suchfeld und der Wahl des Objekts den passenden Kartenausschnitt. Ein Klick auf eine der Schutzflächen öffnet das Objektblatt des betreffenden Objekts; dieses stammt vom Bundesamt für Umwelt. Von den Objektblättern übernommen sind die Angabe der Gesamtfläche (inklusive umliegender Pufferzonen) und die Landeskoordinaten, die in der vorliegenden Tabelle in einem internationalen Standard wiedergegeben sind. Von der Common Database on Designated Areas der Europäischen Umweltagentur (EEA) stammt der CDDA-Sitecode. Dieser ist identisch mit der ID der World Database on Protected Areas (WDPA-ID). Der gesetzte Link öffnet die Seite des Objekts mit der dazugehörigen Karte auf der Plattform der WDPA. Der Grund für die unterschiedlichen Flächenangaben der Objektblätter des Bundesamtes für Umwelt (in Hektaren) und den Angaben auf der Seite der WDPA (in km²) entstehen, weil die vorliegende Tabelle die Gesamtfläche inklusive umliegender Pufferzonen gemäss Objektblatt anzeigt, während die Seite der WDPA jeweils die Fläche der Kernzone wiedergibt.

## Liste der Hoch- und Übergangsmoore
| Objekt-Nummer (Link: Swisstopo) | Objektbezeichnung Name des Gebiets | Standort- gemeinde(n)          | CDDA-Sitecode (Link: WDPA) | Fläche in ha | Koordinate            | Jahr der Ausweisung   | Bild                  |
| ------------------------------- | ---------------------------------- | ------------------------------ | -------------------------- | ------------ | --------------------- | --------------------- | --------------------- |
| AG-82                           | Taumoos                            | Niederrohrdorf                 | 148751                     | 2,47         | ⊙                     | 1991                  |                       |
| AG-83                           | Fischbacher Moos                   | Bremgarten, Fischbach-Göslikon | 148759                     | 7,86         | ⊙                     | 1991                  |                       |
| 2                               | Objekte insgesamt                  | Objekte insgesamt              | Objekte insgesamt          | 10,33        | ha gesamte Moorfläche | ha gesamte Moorfläche | ha gesamte Moorfläche |